# Шпанске степенице
Шпанске степенице (итал. Scalinata di Trinità dei Monti) налазе се у Риму у Италији. Саграђене су између 1723 — 1725. године у рококо стилу по нацрту Франческа Де Санктиса и Алесандра Спекија.
Степениште се састоји од 135 степеника саграђених на стрмој падини, која повезује Шпански трг с подножја и трг Тринита деи Монти на врху, на којем доминира истоимена црква. Шпанске степенице су једне од највећих степеништа на отвореном у Европи и велика туристичка атракција Рима. 